# Umbutfo Eswatini Defence Force

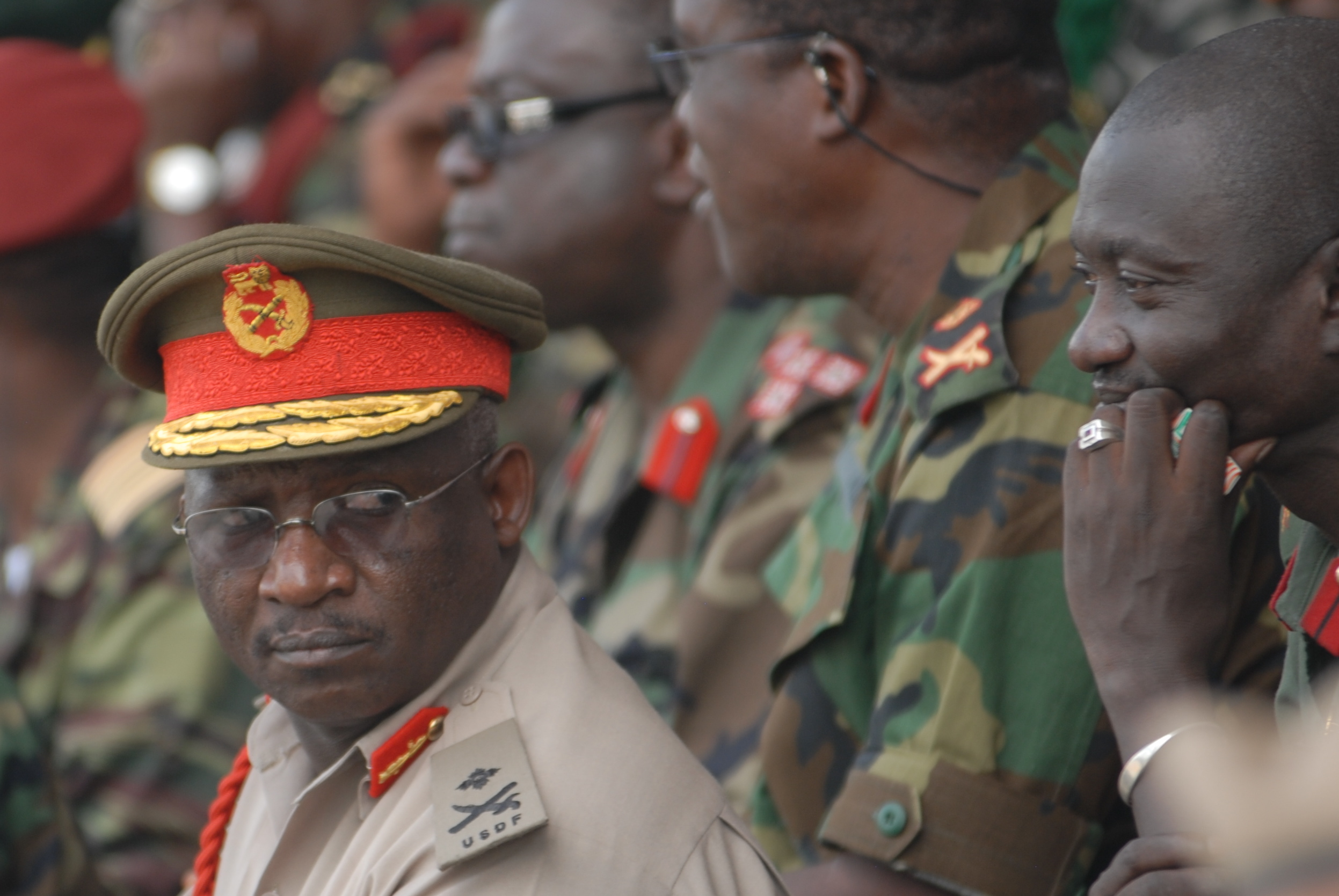
Eswatinische Soldaten

Die Umbutfo Eswatini Defence Force (UEDF) bilden mit 3000 Soldaten das Militär des Königreichs Eswatini. Es gliedert sich in Heer und eine kleine Luftwaffe. Aufgrund der Binnenlage des Landes verfügt Eswatini über keine Marine.
Oberbefehlshaber ist König Mswati III., vertreten durch den Verteidigungsminister. Das Militär gilt als königstreu.

## Geschichte
Im britischen Protektorat Swasiland wurde 1907 eine Polizei gegründet. Zu ihr gehörte die paramilitärische Police Mobile Unit. Daneben bestanden zwei Gruppen von traditionellen Kämpfern, Umbutfo genannt, die der Verteidigung der Monarchie dienten. Nach der Unabhängigkeit Swasilands im Jahr 1968 gründete der damalige König Sobhuza II. im Jahr 1973 per Dekret die Royal Swaziland Defence Force. In ihr gingen die traditionellen Regimenter auf. 1977 wurden die Streitkräfte in Umbutfo Swaziland Defence Force umbenannt. Mit der Umbenennung Swasilands in Eswatini im Jahr 2018 wurden auch die Streitkräfte zur Umbutfo Eswatini Defence Force.

## Aufgaben und Finanzen
Die Hauptfunktionen der eswatinischen Streitkräfte sind die Aufrechterhaltung der inneren Sicherheit sowie Aufgaben der Grenzsicherung. Bisher war die Armee an keinen kriegerischen Handlungen beteiligt.
2011 betrug der Verteidigungsetat 115 Millionen US-Dollar, etwa drei Prozent des Bruttosozialproduktes des Landes.

## Ausrüstung

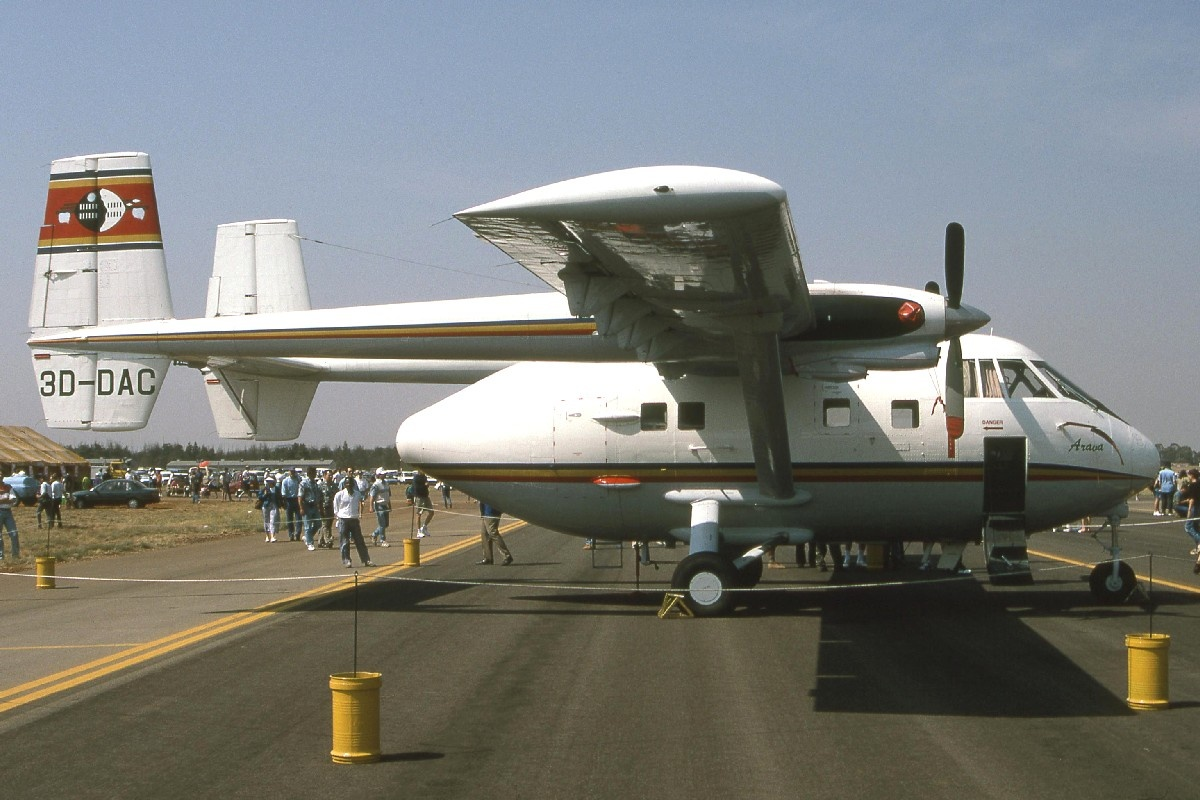
IAI Arava der eswatinischen Luftwaffe (im Bestand bis 2004)

Seit den 1990er Jahren verfügte das eswatinische Militär über 7 gepanzerte Fahrzeuge des Typs RG-31. In der Zwischenzeit wurde auch eine unbekannte Anzahl namibische Wer’wolf MkII geliefert.
Im technischen Bestand des eswatinischen Militärs befindet sich unter anderem folgendes Fluggerät (nur teilweise flugbereit):
- drei Aérospatiale Alouette III. (SA316)
- zwei Bell UH-1H